# Rue du Lycée (Nancy)
Pour les articles homonymes, voir Rue du Lycée.
La rue du Lycée est une voie située au sein de la commune de Nancy, dans le département de Meurthe-et-Moselle, en région Lorraine.

## Situation et accès
La voie est placée au sein de la Ville-neuve, et appartient administrativement au quartier Charles III - Centre Ville.
Courte voie étroite d'une direction générale est-ouest, la rue du Lycée débute à son extrémité orientale rue des Carmes et aboutit rue de la Visitation sans croiser d'autre voie. La voie est parallèle à la rue Saint-Jean, ainsi qu'à la Gambetta.
Elle a un sens unique de l'Est vers l'Ouest avec une zone de circulation automobile à 20 km/h et une piste cyclable.

## Origine du nom
Le nom de la rue fait référence au Lycée Henri-Poincaré dont l'entrée administrative, rue de la Visitation, est juste en face de la dite rue du lycée.

## Historique
Petite rue de la Ville-Neuve du duc Charles III probablement trop modeste pour recevoir un nom à sa création. Sa première dénomination Petite rue de la Visitation apparaît en 1767. À la Révolution, elle a pour nom rue Corneille puis rue de la Fraternité. Elle est dénommée définitivement en 1848.

## Bâtiments remarquables et lieux de mémoire
- Un collège de l'Université ou École Centrale de la Meurthe[2] est d'abord créé en 1797 dans l'ancien couvent de la Visitation. Il est ensuite devenu Lycée Impérial en 1804, agrandi en 1808 par la réunion à l'ancien couvent des Minimes et ensuite en 1875 et 1863 pour aboutir à l'établissement actuel nommé, en 1931, “Lycée Henri Poincaré”[1].